# La Chapelle-sur-Oreuse
La Chapelle-sur-Oreuse es una comuna francesa situada en el departamento de Yonne, en la región de Borgoña-Franco Condado.

## Demografía
| 294 | 286 | 290 | 334 | 319 | 412 | 650 |
| Para los censos de 1962 a 1999 la población legal corresponde a la población sin duplicidades (Fuente: INSEE [Consultar]) |     |     |     |     |     |     |